# Ostatnia runda (film)
Ostatnia runda (ang. Body and Soul) – amerykański film z 1947 roku w reżyserii Roberta Rossena.

## Nagrody i nominacje
| Nazwa nagrody | Wygrane                                               | Nominacje                                                                                           |
| ------------- | ----------------------------------------------------- | --------------------------------------------------------------------------------------------------- |
| Oscar         | 1948 Najlepszy montaż Francis D. Lyon, Robert Parrish | 1948 Najlepszy aktor pierwszoplanowy John Garfield Najlepszy scenariusz oryginalny Abraham Polonsky |